# NGC 7811
NGC 7811 (другие обозначения — PGC 168, MCG 0-1-20, MK 543, ZWG 382.19, 3ZW 127) — галактика в созвездии Рыбы.
Этот объект входит в число перечисленных в оригинальной редакции «Нового общего каталога».